# Lorena Navarro
Lorena Navarro Domínguez (Madrid, 11 novembre 2000) è una calciatrice spagnola, attaccante del Real Madrid.
Con la nazionale spagnola Under-17 si è laureata campionessa europea di categoria nel 2015.

## Carriera

### Club
Lorena Navarro Domínguez si appassiona al calcio fin da giovanissima giocando ed affinando la sua tecnica al Centro Deportivo Vallecas (CDV) e venendo selezionata dalla Federación Fútbol de Madrid, l'organo federale che gestisce il calcio nella Comunità autonoma di Madrid, per rappresentare la comunità nei vari tornei giovanili, tra cui la selezione Under-12.
Le prestazioni nei campionati giovanili vengono notate dagli osservatori del Madrid CFF, società che le offre di continuare l'attività sportiva inserendola in rosa con la squadra che partecipa alla Segunda División, il secondo livello del campionato spagnolo femminile di calcio. Con la squadra nel 2014 conquista in Svezia il Torneo internazionale dedicato a Lennart Johansson.

### Nazionale
Lorena Navarro viene convocata dalla Federcalcio spagnola (RFEF) per vestire la maglia della Nazionale Under-17 di calcio femminile della Spagna, in occasione della fase élite delle qualificazioni al campionato europeo 2015 di categoria dove è a disposizione del selezionatore Pedro López. Fa il suo debutto nella competizione il 25 giugno 2015, rilevando al 78' Lucía García nella partita della fase a gironi in cui la Spagna, inserita nel Gruppo A, si impone per 4-0 sulle avversarie pari età della Germania. Durante la fase finale del torneo verrà impiegata in quattro occasioni, dove riesce anche a siglare la sua prima rete in un torneo ufficiale UEFA, quella segnata all'80+2' che fissa il risultato sul 5-2 nella finale vinta sulla Svizzera e che fa aggiudicare alle furie rosse il terzo titolo dell'Europeo U-17.
All'inizio delle qualificazioni all'europeo Under-17 2016 la nuova selezionatrice dell'Under-17 María Antonia Is la convoca nuovamente assegnandole un posto da titolare.

## Palmarès

### Club
- Campionato spagnolo di seconda divisione: 1

Tacón: 2018-2019

### Nazionale
- Campionato d'Europa under 17: 1

2015

### Individuali
- Capocannoniere del Campionato europeo femminile Under 17 di calcio: 1

Bielorussia 2016 (5 reti, ex aequo con  Alessia Russo)
- Capocannoniere del Campionato mondiale femminile Under 17 di calcio: 1

Giordania 2016 (8 reti)